# Rantau Rasau II
Rantau Rasau II is een bestuurslaag in het regentschap Tanjung Jabung Timur van de provincie Jambi, Indonesië. Rantau Rasau II telt 2643 inwoners (volkstelling 2010).